# Schlepperkrieg

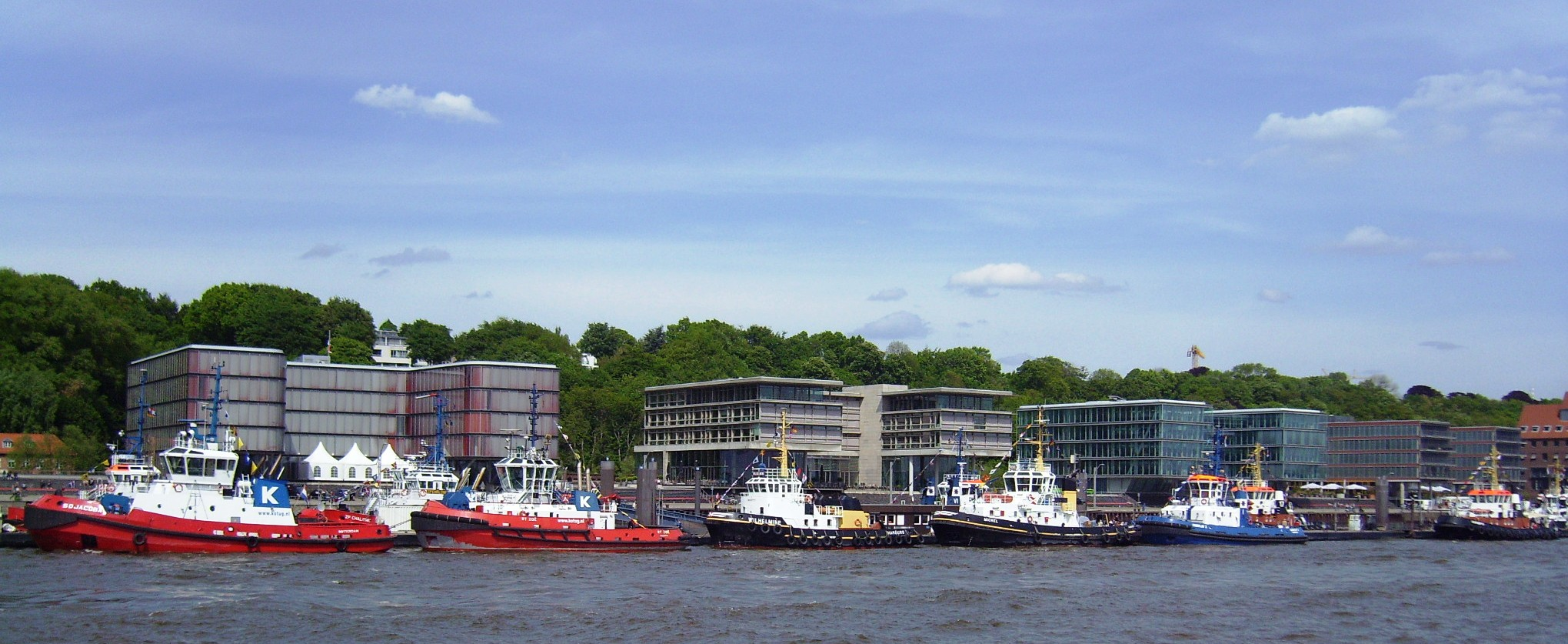
Niederländische (roter Rumpf) und deutsche Schlepper am Liegeplatz Neumühlen, Hamburger Hafen 2009

Als Schlepperkrieg wurde ein Konflikt zwischen deutschen und niederländischen Schleppreedereien bezeichnet, der 1996 begann und sich 2002 durch eine Entscheidung der EU-Kommission beruhigte.

## Anfang
Die Niederlande begünstigte seit 1996 Schlepper steuerlich mit der Absicht, sie auf internationalem Gewässer gegenüber Billigflaggen konkurrenzfähig zu machen. Dieses Vorgehen hatte die EU-Kommission bewilligt. Dadurch gestärkt, stellten niederländische Reedereien ihre Schlepper auch in deutschen Nordseehäfen ab und lösten einen Preiskampf aus, in dem deutsche Reedereien ohne vergleichbare Zuschüsse nicht bestehen konnten. Dies stellte die jeweils für alle in einem Hafen vertretenen Branchen gültigen Tarifverträge in Frage und schuf so auch bei Hafenarbeitern außerhalb der Schleppreedereien Unruhe.

## Höhepunkt
In der Folge kam es zu Konfrontationen. Höhepunkt war, dass in Hamburg ein Mærsk-Line-Frachter in niederländischem Schlepp von deutschen Schleppern blockiert wurde und durch einen Bummelstreik solidarischer Hafenarbeiter erst stark verspätet und unvollständig beladen auslaufen konnte. Zudem stellten Hamburger Reedereien 1999 ihrerseits Schlepper am Europoort ab und erreichten so auch dort verfallende Preise und Arbeitskräfteabbau.

## Beilegung
Da die fraglichen Schlepper nicht im internationalen Seeverkehr eingesetzt wurden, sondern in einem anderen EU-Land, machte die EU-Kommission ihre Entscheidung 2002 rückgängig und verfügte die Rückforderung der erteilten Beihilfen, was zu einer spürbaren Entspannung führte.